# Mihály Tompa
Mihály Tompa (28. září 1819 Rimavská Sobota – 30. července 1868 Chanava), byl maďarský lyrický básník, kalvínský pastor a člen korespondent Maďarské akademie věd. Spolu s Jánosem Aranym a Sándorem Petőfim tvořili triumvirát mladých velkých básníků maďarské lidové národní literatury 19. století.

## Život a dílo
Studoval práva a teologii v Sárospataku a následně v Budapešti; a po mnoha peripetiích přijal ve třiceti letech post protestantského pastora v Behyncích (dne část Tornaľy) odkud se za dva roky přestěhoval do Keleméru a o čtyři roky později do Chanavy, kde zůstal až do své smrti.
Tompa publikoval své první básně, které mu brzy zajistily vysokou reputaci, v Pešti. Jejich první část (z roku 1846) , kterou nazval Népregék, népmondák (Lidové povídky, lidové vyprávění) se setkala s velkým úspěchem a totéž lze říci o prvním díle jeho Básní z roku 1847.

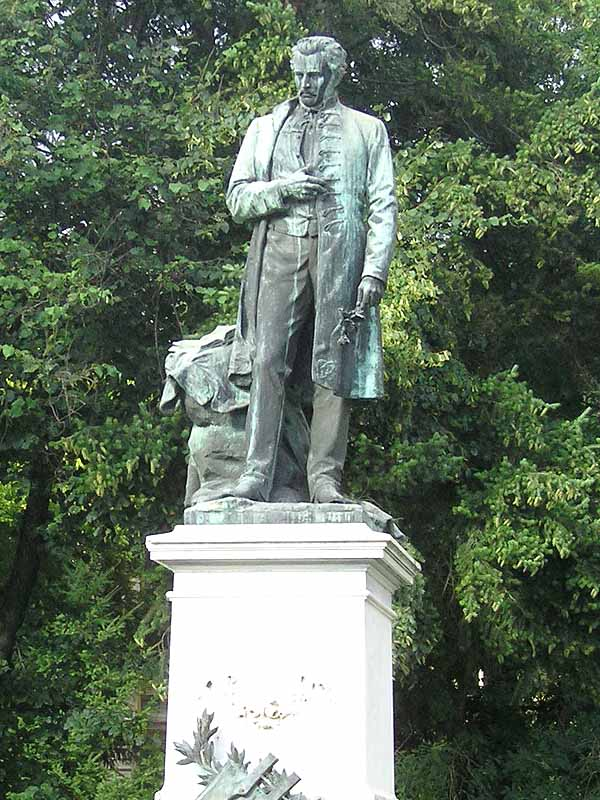
Socha M. Tompy v Rimavské Sobotě

Zúčastnil se maďarské revoluce v roce 1848, působil jako polní kaplan dobrovolníků svého kraje a viděl několik bitev; ale nešťastný konec na značnou dobu umlčel jeho básnickou tvořivost, a když v letech 1852 a 1853 dal průchod svému vlasteneckému zármutku v mistrovských alegoriích o stavu utlačovaných Uher, byl dvakrát zatčen rakouskými úřady. V roce 1849 se oženil s Emilií Zsoldos.
Po propuštění vydal sbírku básní Virágregék (Legendy květin) s velkou fantazií a láskou k přírodě. Brzy nato propadl melancholii a opustil toto odvětví poezie. Vydal tři svazky kázání, která, jak říká jeho životopisec Károly Szász, protestantský biskup z Budapešti, patří k tomu nejlepšímu v maďarské literatuře a příznivě se vyrovnají kázáním Robertsona, Monoda nebo Parkera. Jeho sebrané básnické práce byly publikovány v Budapešti v roce 1870 a znovu v roce 1885.